# Дин, Чарльз Энтони
Чарльз Энтони Дин (англ. Charles Anthony Deane, 1796—1848) — британский изобретатель, инженер, пионер в области водолазного снаряжения.

## История
Чарльз Дин родился в Дептфорде. Чарльз вместе с братом Джоном учился в Гринвичской Royal Hospital School (сейчас в этом здании Национальный морской музей). После школы стал моряком и провел 7 лет в плавании.
Чарльз работал конопатчиком на верфи Барнарда. В это время он осознал проблему пожаров внутри кораблей.
В 1823 году его брат запатентовал шлем против дыма.
Чарльзу не хватало денег на самостоятельные разработки, поэтому он отдал право на патент своему работодателю. Однако это не приносило успех, так как использовали шлемы Августа Зибе. Чарльз со своим братом решили найти шлемам новое применение и в 1828 году превратили его в водолазный, при этом они оснастили шлем водолазным костюмом, в котором водолаз мог работать в вертикальном положении, иначе вода попадала внутрь.
В 1829 году братья Дин отправились в Витстабл, чтобы испытать свои подводных аппараты.
В 1834 году Чарльз использовал свой водолазный шлем и костюм при работе на затонувшем в Спитхеде Royal George, во время которых он достал на поверхность 28 корабельных пушек.
К 1836 году братья разработали первую в мире инструкцию для водолазов Method of Using Deane's Patent Diving Apparatus, в которой рассказывалось в деталях о работе водолазного снаряжения, насосов и технике безопасности.